# Albas, Aude
Albas är en kommun i departementet Aude i regionen Occitanien  i södra Frankrike. Kommunen ligger  i kantonen Durban-Corbières som ligger i arrondissementet Narbonne. År 2022 hade Albas 78 invånare.

## Befolkningsutveckling
Antalet invånare i kommunen Albas
Referens: INSEE

## Galleri

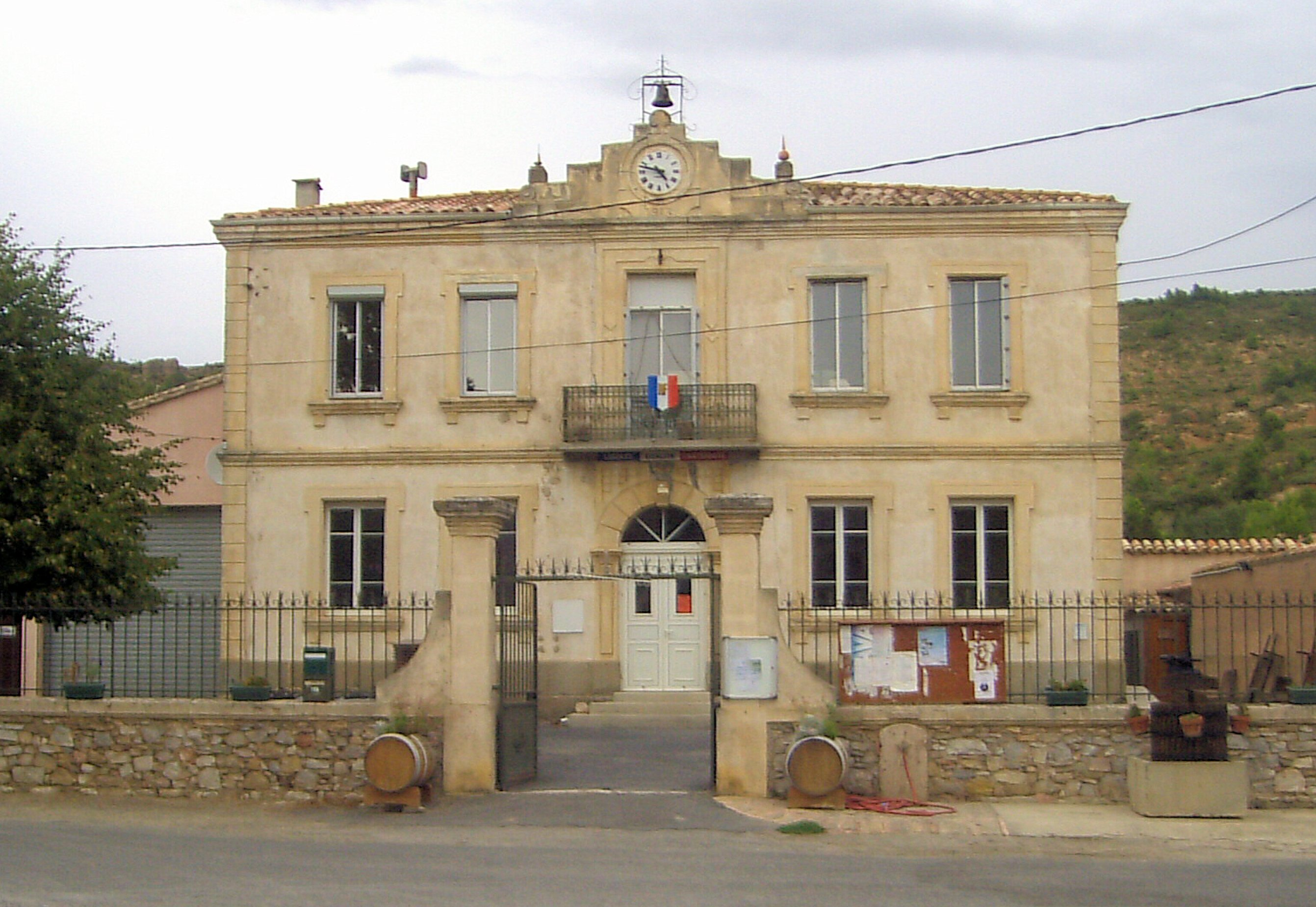
Rådhuset